# Polyergus
Polyergus es un género de hormigas, familia Formicidae. Se distribuyen por el Holártico: Norteamérica y Eurasia. Son parásitas obligadas de varias especies de Formica.

## Especies
Se reconocen las siguientes:
- Polyergus bicolor Wasmann, 1901
- Polyergus breviceps Emery, 1893
- Polyergus longicornis Smith, 1947
- Polyergus lucidus Mayr, 1870
- Polyergus mexicanus Forel, 1899
- Polyergus montivagus Wheeler, 1915
- Polyergus nigerrimus Marikovsky, 1963
- Polyergus oligergus Trager, 2013
- Polyergus ruber Trager, 2013
- Polyergus rufescens (Latreille, 1798)
- Polyergus samurai Yano, 1911
- Polyergus sanwaldi Trager, 2013
- Polyergus topoffi Trager, 2013
- Polyergus vinosus Trager, 2013

Además, se conoce Polyergus texana Buckley, 1866 como incertae sedis.